# Anastasija Grigorjeva
Anastasija Grigorjeva est une lutteuse lettonne née le 12 mai 1990 à Daugavpils.

## Palmarès

### Championnats du monde
- Médaille de bronze en lutte libre dans la catégorie des moins de 63 kg en 2014

### Golden Grand Prix
- Médaille d'or en lutte libre dans la catégorie des moins de 63 kg en 2012

### Championnats d'Europe
- Médaille d'or en lutte libre dans la catégorie des moins de 63 kg en 2016
- Médaille d'or en lutte libre dans la catégorie des moins de 55 kg en 2014
- Médaille d'or en lutte libre dans la catégorie des moins de 63 kg en 2013
- Médaille d'or en lutte libre dans la catégorie des moins de 55 kg en 2010
- Médaille d'argent en lutte libre dans la catégorie des moins de 60 kg en 2017
- Médaille d'argent en lutte libre dans la catégorie des moins de 59 kg en 2012

### Jeux européens
- Médaille d'or en lutte libre dans la catégorie des moins de 68 kg en 2019
- Médaille de bronze en lutte libre dans la catégorie des moins de 63 kg en 2015